# The Wrestler – Ruhm, Liebe, Schmerz
The Wrestler – Ruhm, Liebe, Schmerz (Originaltitel: The Wrestler) ist ein US-amerikanisches Sportdrama aus dem Jahr 2008. Regie führte Darren Aronofsky, das Drehbuch schrieb Robert D. Siegel.

## Handlung
Der Wrestler Robin Ramzinski, Ringname Randy „The Ram“ Robinson, war in den 1980er Jahren ein gefeierter Star in den USA. Rund zwanzig Jahre später steigt er immer noch in den Ring. Jedoch sind aus den Arenen seiner Glanzzeit inzwischen kleine Turnhallen geworden, in denen drittklassige Matches mit ebenso gealterten Stars von einst stattfinden. Jahre des Medikamentenmissbrauchs haben auch bei Robinson ihre Spuren hinterlassen. Seine langen, blondierten Haare können auch nicht mehr sein Hörgerät verdecken. Und doch erscheinen immer noch einige Fans zu seinen Auftritten, die ihn wie einst feiern.
Die schlechtbezahlten Showauftritte reichen jedoch nicht einmal mehr, um die Stellplatzmiete für seinen Wohnwagen zu zahlen, und so nimmt Robinson Arbeiten als Lagerist in einem Supermarkt an. Seine Abende verbringt er häufig in einem Stripclub, wo er der Lieblingskunde der Stripperin Cassidy ist.
Nach einem Hardcore-Wrestling-Match, in dem für Randy erstmals verschiedene Waffen wie Reißzwecken, Stacheldraht und ein Tacker zum Einsatz kommen, kehrt dieser blutüberströmt in die Kabine zurück. Nachdem seine Wunden versorgt wurden, bricht er ohnmächtig zusammen und wird in ein Krankenhaus eingeliefert. Nachdem er einen Koronararterien-Bypass erhält, erklärt ihm der behandelnde Arzt, dass er – offenbar als Folge seiner jahrelangen Einnahme von Steroiden – einen Herzinfarkt hatte. Der Arzt ist der Meinung, dass er bei einem weiteren Ringeinsatz sterben könnte, woraufhin Robinson beginnt, sein Leben neu zu ordnen, zumal er auf einer äußerst dürftig besuchten Wrestler-Convention sieht, was aus anderen Wrestlern seines Alters geworden ist: einer sitzt im Rollstuhl, und ein anderer hat offensichtlich einen Urinbeutel am Fußgelenk. Auf Anraten Cassidys nimmt er Kontakt zu seiner Tochter Stephanie auf, die er seit Jahren nicht mehr gesehen hat. Sie lehnt jedoch zunächst den Kontakt zu ihm ab, da er sich über Jahre nicht einmal an ihrem Geburtstag hat blicken lassen. Cassidy hilft ihm daraufhin, nach einem passenden Geschenk für die Tochter zu suchen. Während sie in einem Secondhandladen eine hochwertige Seemannsjacke empfiehlt, kauft sich Robinson dazu noch ein unattraktives, giftgrünes Oberteil, auf das ein „S“ gestickt wurde. Zwischen Randy Robinson und Cassidy beginnt sich eine Beziehung zu entwickeln, die Cassidy jedoch nach einem Kuss in einem Café abrupt beendet, da sie es sich selbst zur Regel gemacht hat, mit Kunden keine Beziehungen einzugehen.
Randy Robinson kehrt erneut zu Stephanie zurück und überreicht ihr sein Geschenk, das sie lustlos öffnet und wenig begeistert betrachtet. Erst dann wird deutlich, dass Randy Robinson auch Cassidys Vorschlag befolgte und zusätzlich die Seemannsjacke gekauft hat. Dieses Geschenk bricht das Eis zwischen Vater und Tochter. Beide unternehmen einen Spaziergang am Meer und verabreden sich zu einem Abendessen einige Tage später. Randy Robinsons Leben scheint sich zu bessern. Er organisiert sich für die freien Wochenenden Arbeit hinter der Feinkost-Theke des Supermarktes, in dem er sonst während der Woche im Lager beschäftigt ist. Seinen Entschluss, mit dem Wrestling aufzuhören, teilt er nun auch seinen Kollegen mit, die ihn schon fest für ein Rematch gegen seinen stärksten Konkurrenten „The Ayatollah“ anlässlich des 20. Jahrestages dieses damals spektakulären Matches eingeplant hatten.
Eines Abends verfällt er in sein altes Lebensschema. Nachdem er erneut von Cassidy abgewiesen wurde, fährt er abends frustriert zu einem Wrestling-Event und anschließend zu einer Party, nimmt Drogen und schläft mit einem weiblichen Fan. Als er später in seinem Zimmer erwacht, erkennt er, dass er sein vereinbartes Treffen mit seiner Tochter Stephanie verpasst hat. Er fährt sofort zu ihr, kann jedoch ihr Vertrauen nicht wiedergewinnen. Sie wirft ihrem Vater vor, dass er sie erneut im Stich gelassen habe, und schwört ihm unter Tränen der Wut, dass sie ihn nie wieder sehen will. Als ihn ein früherer Wrestling-Fan an der Fleischtheke trotz Schürze und Haarhaube erkennt, gerät Randy derart in Wut, dass er sich mit einer Wurstschneidemaschine eine Verletzung an der Hand zufügt, im Supermarkt randaliert und diesen schließlich blutverschmiert verlässt. Da er nun offenbar die Arbeitsstelle verloren hat und auch von Cassidy keine Zuneigung erwarten kann, sagt er trotz seiner Herzprobleme schließlich die Teilnahme am Rematch gegen „Ayatollah“ doch wieder zu. Cassidy reist ihm zum Veranstaltungsort nach und will ihn vom Kampf abhalten, da sie in ihm nun nicht mehr den Kunden, sondern den Geliebten sieht. Randy Robinson ist dennoch gewillt, das Match zu bestreiten. Er erklärt Cassidy, dass er in den Ring gehöre, wo ihm im Gegensatz zu vielen Menschen, denen er begegnete, seine Fans trotz allem treu geblieben sind und dass er ihnen daher den Auftritt schuldig sei.
Während des durchgesprochenen Matches bemerkt Randy Robinson immer deutlicher, dass er nah vor einem erneuten Herzinfarkt steht. Auch sein Gegner sieht, dass Robinson den vorher abgesprochenen Handlungsablauf so nicht durchhalten kann und bietet ihm an, sich von ihm zeitiger besiegen zu lassen. Randy Robinson schlägt jedoch diese Angebote und auch andere Hilfestellungen durch den Ringrichter aus. Als er schließlich zu seinem Finishing Move, dem sogenannten „Ram Jam“, auf das oberste Seil des Rings steigt, um von dort auf den am Boden liegenden „Ayatollah“ zu springen, kann er sich nur mühsam auf dem Seil halten. Randy bekommt Tränen in den Augen, während ihn die Fans feiern. Nach einem letzten Blick auf die Tür, in der Cassidy gestanden hatte, um ihn zurückzuhalten und die nun leer ist, springt er. Die Kamera blendet ab.

## Hintergrund
Ursprünglich waren Nicolas Cage oder Sylvester Stallone für die männliche Hauptrolle vorgesehen. Die Rolle wurde an Mickey Rourke vergeben, etwas später wurde Marisa Tomei verpflichtet. Die im Film verwendeten Showkämpfe wurden bei Live-Veranstaltungen in den Ligen Ring of Honor und Combat Zone Wrestling aufgezeichnet und aus diesem Grund sind auch einige bekannte Profi-Wrestler wie Ron Killings, Claudio Castagnoli und Nigel McGuinness im Film als Statisten vertreten, wo sie meistens im sogenannten „Locker room“, dem Pausenraum hinter der Bühne, anzutreffen sind. Allein der Wrestler Dylan Summers alias Necro Butcher und Tommy Suede alias Tommy Rotten treten aktiv in einem Hardcore-Match gegen den Film-Charakter „The Ram“ an. Ernest Miller ist als „Ayatollah“ im Endkampf zu sehen.
Der Film wurde in Philadelphia sowie an verschiedenen Orten in New Jersey gedreht. Die Dreharbeiten begannen im Januar 2008 und endeten am 18. März 2008. Der Dreh erfolgte an 35 Tagen. Das Budget des Films wird auf 6 Millionen US-Dollar geschätzt.
Die Weltpremiere fand am 5. September 2008 auf den 65. Internationalen Filmfestspielen von Venedig statt, an denen der Film im Wettbewerb teilnahm. Es folgten weitere Vorführungen bei diversen Filmfestivals. Der Kinostart erfolgte in den USA am 30. Januar 2009 und in Deutschland am 26. Februar 2009. In der Schweiz war der Film ab dem 18. Februar 2009 zu sehen. In Österreich lief der Film am 27. Februar 2009 an. Am Eröffnungswochenende spielte der Film in den USA über 200.000 US-Dollar ein und kam dort insgesamt auf Einnahmen von 26,2 Millionen US-Dollar. Weltweit spielte der Film 44,7 Millionen US-Dollar ein. Die nordamerikanischen Vermarktungsrechte sicherte sich Fox Searchlight Pictures 2008 für rund 4 Millionen US-Dollar beim Toronto International Film Festival.
Das NES-Spiel „Wrestle Jam“, das Randy mit einem Nachbarsjungen im Film spielt, ist niemals im Verkauf erschienen. Es wurde extra für den Film entwickelt, wobei Regisseur Aronofsky aus Gründen der Authentizität besonders Wert darauf legte, dass es für die Schauspieler auch tatsächlich in vollem Umfang spielbar war.
Afa Anoa’i trainierte Mickey Rourke und war für die Choreografie der Wrestling-Kämpfe zuständig. Seine Tochter Vale Anoa’i ist in einem Cameo-Auftritt als Apothekerin zu sehen. In einem weiteren Cameo-Auftritt am Anfang des Films ist der Drehbuchautor Robert D. Siegel als Wrestling-Fan zu sehen, der ein Autogramm von Ram erhält.

### Filmmusik
Am Soundtrack des Films war Bruce Springsteen beteiligt, der das Titellied The Wrestler schrieb. Er erhielt einen Golden Globe Award für das Lied.
Bei Robinsons Rematch gegen „Ayatollah“ ist als Einmarschmusik der Song Sweet Child o’ Mine der US-amerikanischen Hardrock-Gruppe Guns N’ Roses zu hören, der von Axl Rose für die Verwendung im Film kostenfrei zur Verfügung gestellt wurde. Während Mickey Rourkes Karriere als Profiboxer verwendete er denselben Musiktitel als Einmarschmusik.
Am 27. Februar 2009 wurde der Soundtrack von Koch Records veröffentlicht. Er enthält zwölf Musiktitel mit einer Gesamtspieldauer von 55:59 Minuten. Weder der Titel von Bruce Springsteen noch der von Guns N’ Roses ist auf dem Soundtrack enthalten.
| Nr. | Titel                                    | Interpret           | Dauer |
| --- | ---------------------------------------- | ------------------- | ----- |
| 1.  | Bang Your Head (Metal Health)            | Quiet Riot          | 5:33  |
| 2.  | Don’t Know What You Got (Till It’s Gone) | Cinderella          | 5:52  |
| 3.  | Stuntin’ Like My Daddy                   | Birdman & Lil Wayne | 4:28  |
| 4.  | Don’t Walk Away                          | Firehouse           | 4:32  |
| 5.  | Soundtrack To A War: Welcome To Hell     | Rhino Bucket        | 4:10  |
| 6.  | Blowin’ Up                               | Solomon             | 3:36  |
| 7.  | Mirror                                   | Dead Family         | 4:43  |
| 8.  | Round And Round                          | Ratt                | 4:23  |
| 9.  | Dangerous                                | Slaughter           | 3:48  |
| 10. | I’m Insane                               | Ratt                | 3:14  |
| 11. | Balls To The Wall                        | Accept              | 5:43  |
| 12. | Animal Magnetism                         | Scorpions           | 5:57  |

## Kritik
Das Lexikon des internationalen Films schrieb: „Das inszenatorisch eher bescheidene Drama verdankt seinen Reiz den äußerst genauen, streckenweise semidokumentarischen Einblicken ins Show- und Freak-Milieu, vor allem aber seinem Hauptdarsteller Mickey Rourke, wodurch eine luzide Spiegelung von Figur und Darsteller gelingt“.
Todd McCarthy schrieb in der Zeitschrift Variety vom 5. September 2008, Rourke kreiere ein „elektrisierendes, humorvolles, zutiefst bewegendes“ Porträt, welches zu den „großen kultigen Leinwanddarstellungen“ gehöre („Rourke creates a galvanizing, humorous, deeply moving portrait that instantly takes its place among the great, iconic screen performances“). Die Geschichte sei „einfach und brillant“ erzählt. Tomei sei in einer „emotional offenen Top-Form“.
Michael Althen urteilte: „Was bei Raging Bull schauspielerische Methode für das Guinness Book of Records war, das wurde bei The Wrestler unter Einsatz des ganzen Lebens bewerkstelligt. Genau betrachtet, weiß man nicht, was gespenstischer ist.“
Christina Krisch schrieb am 26. Februar 2009 in der Kronen Zeitung, dass in dem Film respektvoll ein Kreuzweg gezeigt werde und auch eine von den Schlägen des Lebens ramponierte Wrestler-Seele. Das clowneske Aufbäumen des Titelhelden im Ring würde gleichermaßen fesseln wie verstören. Der Film sei eine faszinierende Loser-Ballade.
In den OÖN stand im Februar 2009, dass dies der Film Rourkes sei, der sein bisheriges Leben in die Waagschale werfe, sein gezeichnetes Gesicht und seinen vernarbten Körper einbringe. Die Richtung, in die der Film geht, mag so absehbar sein wie der Ausgang eines Wrestling-Kampfs.
Georg Seeßlen fand „Dieser Kerl ist nicht einer von den schönen amerikanischen Verlierern, die stoisch von einer Niederlage zur nächsten stapfen, die sich »nicht unterkriegen« lassen und denen mindestens die Hälfte der amerikanischen Literatur gewidmet ist, vom Kino ganz zu schweigen.“
Michael Kienzl schrieb auf critic.de, Aronofsky überwinde „endgültig die verspielte Inszenierung vergangener Tage und bedient sich einer geradlinigen Erzählung sowie einer bescheidenen, ganz der Handlung und Hauptfigur verpflichteten Inszenierung. Hinsichtlich Rourkes Vergangenheit als Sexsymbol der 80er Jahre teilt der Schauspieler auch etwas Entscheidendes mit seiner Figur: Beide scheinen einer vergangenen Ära anzugehören.“
Dominik Kamalzadeh fand dagegen „Der Film ist eine berührende Hommage an eine schrille Subkultur, in der es fast ausgeschlossen ist, in Würde zu altern.“

## Auszeichnungen
Bei den Internationalen Filmfestspielen von Venedig 2008 erhielt The Wrestler mit dem Goldenen Löwen den Hauptpreis des Festivals. Am 11. Januar 2009 gewann Mickey Rourke erstmals einen Golden Globe Award, nämlich den Golden Globe für seine Rolle in The Wrestler als bester Hauptdarsteller in einem Drama. Am 8. Februar 2009 gewann Rourke den britischen BAFTA Award als bester Hauptdarsteller. Rourke und Nebendarstellerin Marisa Tomei erhielten Oscar-Nominierungen. Dies war Rourkes erste Oscar-Nominierung.
Insgesamt gewann der Film 29 internationale Filmpreise und wurde für weitere 17 Preise nominiert.